# Kretenizmus
A kretenizmus a pajzsmirigy csökkent működésekor (hypothyreosis) vagy a működés teljes kiesésekor kifejlődő kórkép. Gyakran jódhiány okozza. Amennyiben veleszületett vagy a korai gyermekkorban alakul ki, kretenizmusnak nevezik. Ha a pajzsmirigy csökkent működése felnőttkorban alakul ki, a kórkép elnevezése mixödéma.
A kretén jelző (szellemileg visszamaradott, kretenizmusban szenvedő) valószínűleg a latin christianus, azaz keresztény megjelölésre vezethető vissza. Ennek az a magyarázata, hogy a kreténeket torz külsejük és súlyos értelmi fogyatékosságuk miatt sokan állatoknak tartották. A kretének hozzátartozói megkereszteléssel próbálták meg ellensúlyozni ezt a minősítést, ugyanakkor kifejezni, hogy nem egy állatról, hanem egy keresztény emberről van szó.
James Copland a kretént a következőképpen jellemzi:
"A homlok hátrahajlik, szűk és lelapult, a hús puha és laza, a bőr ráncos, piszkossárga színű. A nyelv duzzadtan türemkedik ki a nagy, nyitott, folytonosan nyáladzó szájból. Az alsó állkapocs előreugrik, a szemhéjak duzzadtak, a szem vörös, apró és dülledt, könnyedzik, és gyakran kancsalít, az orr lapos. A kretének sokszor süketnémák. A végtagok rövidek és görbék."

## Tünetek

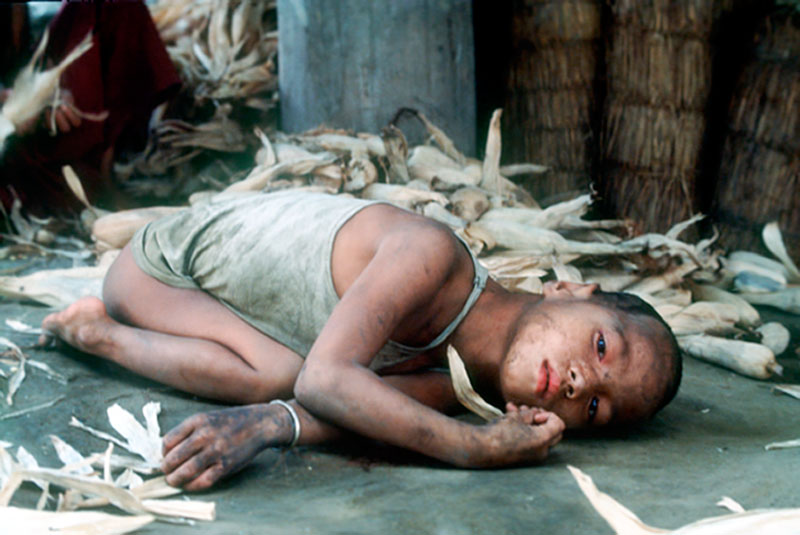
Egy beteg gyerek

A pajzsmirigyműködés csökkenését testi és szellemi tünetek kísérik.

### Testi tünetek
Legjellegzetesebb testi tünete a hatalmas, megnagyobbodott pajzsmirigy (golyva vagy strúma). A strúma megvastagítja és elődomborítja a nyakat. A strúma sokszor olyan nagy lehet, hogy a légcső összenyomása miatt légzési zavarokat is okozhat. A megnagyobbodott pajzsmirigy nagysága ellenére nem választ el megfelelő mennyiségű hormont.
Egyéb testi tünetek közé tartozik még a száraz bőr, töredezett haj, alacsonynövés, renyhe bélműködés és a nemi mirigyek csökkent működése.

### Szellemi tünetek
Veleszületett vagy igen korai gyermekkorban létrejövő kretenizmuskor súlyos, idiotizmusig terjedő szellemi fejlődési zavar jelentkezhet, melyen csak pajzsmirigyhormon rendszeres adagolásával lehet némileg segíteni.
A mixödémás betegek szellemileg tunyák, fáradékonyak, de az élet folyamán megszerzett ismereteikből és szellemi képességeikből nem veszítenek. A bárgyú arckifejezésű, száraz, vizenyős bőrű, lassú mozgású betegek pajzsmirigyhormon adagolására visszanyerik normális külsejüket és szellemi frissességüket.

## Előfordulása
Egyes vidékeken a kretenizmus tájhoz kötötten fordul elő. Ezt hívják endémiás kretenizmusnak.
A régi Magyarországon ilyen terület volt a Csallóköz, a Mátra és a Börzsöny egyes részei, a Szepesség. Régebben Európában Karélia sík- és Svájc magashegyi területén fordult elő nagyobb gyakorisággal.
Az endémiás kretenizmus kialakulásának az oka az elégtelen jódbevitel, illetve egyes esetekben a jódfelszívódás és -beépülés zavara. A jód a pajzsmirigyhormon elengedhetetlen alkotórésze. Azokon a vidékeken, ahol az ivóvíz jódban szegény (ilyen a Csallóköz), vagy a hegyi forrásokból hiányzik, könnyen kialakulhatott a megbetegedés. Mióta forgalomba hozták a jódozott konyhasót, azóta az endémiás kretenizmus megszűnőben van, mivel a szükséges napi jódmennyiség a sóval együtt bejut a szervezetbe.

## Myxoedema praetibiale
A Myxoedema praetibiale férfiaknál és nőknél is bármely életkorban előfordulhat.

### Betegség leírása
Praetibialis myxoedema során a lábszár feszítő oldalán, lábháton vöröses-sárgásbarna tömött tapintatú csomók vagy plakkok jelennek meg. Az elváltozás nem érzékeny, ujjbenyomatot nem tartja.

### Betegség lefolyása
A pretibialis myxoedema enyhébb formáiban spontán visszafejlődhet. Megjelenése, eltűnése rapszodikus. Néha előfordul az arcon, hasfalon, alkaron, lábháton, a lábak ujjain. Erythemás (pirosas) inrfiltrativ dermatopathia. Mucinosus anyag lerakódása miatt oedemás, tésztás tapintatú. Enyhe viszkető érzés kísérheti. Pajzsmirigy-stimuláló immunglobulinok (TSI) mindig jelen vannak. Szövettanilag az elváltozás glukóz-aminóglikánokat tartalmaz. (hyaluronsav).
Nagyon ritkán csökkent pajzsmirigy működéskor (hypothyreosis), gyakrabban Basedow-Graves kórban(fokozott pajzsmirigy működés), de normális pajzsmirigyműködés esetén is megjelenhet.
Kezelést nem igényel. Helyi steroid kenőcs megszüntetheti a fokozott viszketést.

### Gyakoribb panaszok, tünetek
Kültakaró:
- Lábszár bőre duzzadt
- Sárgásszürke bőrből kiemelkedő folt a lábszár bőrén
- Megvastagodott a lában a bőr
- Megvastagodott bőr az ujjakon
- Mindkét lábszár bőre duzzadt elöl
- Rücskös bőr körülírtan bármely régióban

Mozgásszervi panaszok közt előfordulhat, hogy a láb és a lábujjak vaskossá válnak.

### Fizikai vizsgálatok
- Kültakaró
  - Narancsbőr a lábszáron
  - Praetibialis bőrön sárgásszürke plakkok
  - Praetibialis oedema mindkét oldalon a lábszár bőrén
  - Körülírtan merev, rücskös, narancshéjra emlékeztető bőr
  - Lábon a bőr vastag
  - Oedema praetibialisan a bőrön mindkét oldalon, szimmetrikusan
  - Ujjak bőre vastag

- Mozgásszervek
  - Széles lábujjak és lábfej